# Schwassmann-Wachmann 3
Schwassmann–Wachmann 3, som också är känd som 73P/Schwassmann–Wachmann är en periodisk komet som håller på att brytas sönder.
Huvudkomponenten återupptäcktes inför periheliepassagen 2011 den 28 november 2010, med den skenbara magnituden 21,3.
Kometen är en av flera som upptäckts av astronomerna Arnold Schwassmann och Arno Arthur Wachmann, som verkar vid Hamburgs Observatorium i Bergedorf, Tyskland.
”Kändis” blev kometen när den 2006 bröts sönder under sin färd in mot den inre solsystemet (1 maj 2006).
Schwassmann–Wachmann 3 är upphovet till meteorsvärmen Tau Herkuliderna. Meteorsvärmens radiant är α=236°, δ=+41°.
Kometen upptäcktes på fotografier tagna under asteroidjakt, den 2 maj 1930. Efter periheliepassagen 1930 tappades kometen bort.
Schwassmann–Wachmann 3 har en omloppstid på drygt 5 år och kommer i jordens närhet vart 16:e år. Kometen beräknades ha en kärna som ursprungligen hade diametern 1,1 kilometer.

## Sönderfall
1995 började kometen att sönderfalla. Den bröts sönder i fyra stora stycken som fick namnen 73P – a, B, C & D. I mars 2006 fanns åtminstone åtta kända fragment: B, C, G, H, J, L, M & N. 18 april 2006, kunde Hubble Space-teleskopet registrera hur fragment B och D bröts sönder i ytterligare dussintals fragment. Det verkar som om kometen är på väg att brytas sönder helt och hållet, precis som det skedde med 3D/Biela på 1800-talet. I så fall kommer kometens vetenskapliga namn att ändras från 73P/Schwassmann-Wachmann till 73D/Schwassmann-Wachmann. 2013 känner astronomerna till åtminstone 67 åtskilda delar av kometen.
Fragmenten passerade jorden i slutet av april och början av maj 2006, som närmast på ett avstånd av 11,9 miljoner kilometer, vilket är nära mätt med astronomiska mått – 0,08 AU. När kometen senast passerade jorden så nära, 1930, gav den upphov till en meteorsvärm med så pass hög aktivitet som 100 meteorer/timme.
Kometens kärna skulle ha besökts av CONTOUR (The COmet Nucleus TOUR) den 18 juni 2006. Tyvärr tappades sonden bort under sin rymdfärd redan i augusti 2002, förmodligen på grund av överhettning.